# HMS Scotia (établissement terrestre)
Le HMS Scotia est un établissement terrestre de la Royal Naval Reserve à Rosyth, en Écosse. Il est une des plus récentes unités du RNR qui habite un hébergement spacieux et moderne avec d'excellentes installations, dont le siège est dans l'enceinte du MoD Caledonia (en), au nord du chantier naval de Rosyth et dispose d'excellentes liaisons de communication par rail et par air.

## Historique
L'unité, bien qu'elle soit relativement nouvelle, a une tradition enracinée dans le berceau même de l'activité de la Réserve des Volontaires en Écosse. En août 1903, l'Amirauté nomma les deux premiers commandants d'alors pour former des divisions à Londres et sur la Clyde.
Le lieutenant-commandant (plus tard commodore) Le duc de Montrose a levé la Clyde Division basée à Glasgow, et celle-ci s'est rapidement développée à travers l'Écosse, d'abord à Dundee à bord de la frégate à voile, le HMS Unicorn (1824), puis à Édimbourg, dans un ancien hôtel, rebaptisé HMS Claverhouse (en). Ces deux divisions de la côte Est devaient, bien des années plus tard, former le cœur du HMS Scotia moderne.
Dans le cadre de l'examen de la défense de 1994, ces trois centres d'entraînement maritimes écossais d'origine, Glasgow, Édimbourg et Dundee, ont été combinés en deux unités d'un type différent, le HMS Scotia à Fife et le HMS Dalriada à Greenock. Ces deux unités avaient été formées pendant la guerre froide pour soutenir le quartier général de la marine à proximité, et toutes deux ont été rapidement agrandies pour accueillir les unités qui fermaient. Dans le cas du HMS Scotia actuel, cela a nécessité une reconstruction complète.